# Harpan min
Harpan min var en svensk folkmusikgrupp.
Gruppen, som var verksam ungefär 1973–1984, bestod av ett antal ungdomar från Uppland som, med inspiration från riksspelmannen Eric Sahlström, spelade folkmusik på nyckelharpa under ledning av spelmännen och musiklärarna Mats Kuoppala och Anders Liljefors. Gruppen framträdde på radio och TV samt gav ut tre egna musikalbum. Gruppen deltog även i Alternativfestivalen i Stockholm 1975 och medverkade på det samlingsalbum med musik från denna som utgavs året därpå.

## Diskografi
- 1975 – Harpan min (Philips 6316 401)[2]
- 1976 – Alternativ festival (MNW 58-59P)[3]
- 1976 – Nyckelharpans klang (Philips 6316 402)[4]
- 1978 – Harpan mins familjeblandning (HMF 1-78)[5]